# 25677 Aaronenten
25677 Aaronenten (tên chỉ định: 2000 AK102) là một tiểu hành tinh vành đai chính. Nó được phát hiện bởi dự án Nghiên cứu tiểu hành tinh gần Trái Đất Lincoln ở Socorro, New Mexico, ngày 5 tháng 1 năm 2000. Nó được đặt theo tên Aaron Christopher Enten, an American high school student whose materials và bioengineering project won second place ở the 2009 Giải thưởng Khoa học và Kỹ thuật Intel.